# 特里尼塔达古尔图和维尼奥拉
特里尼塔达古尔图和维尼奥拉（義大利語：Trinità d'Agultu e Vignola）是意大利撒丁大区薩薩里省的一个市镇。总面积136.43平方公里，人口2157人，人口密度15.8人/平方公里（2009年）。ISTAT代码为104026。